# Valerij Andrijcev
Valerij Oleksandrovyč Andrijcev (in ucraino Валерій Олександрович Андрійцев?; Kiev, 27 febbraio 1987) è un lottatore ucraino, specializzato nella lotta libera.

## Palmarès
- Giochi olimpici

Londra 2012: argento nei 96 kg.
- Mondiali

Tashkent 2014: bronzo nei 97 kg.
- Europei

Belgrado 2012: argento nei 96 kg.
- Giochi europei

Baku 2015: bronzo nei 97 kg.